# Bund Deutscher Frauenvereine
Bund Deutscher Frauenvereine (BDF) var ett 1894–1933 verksamt tyskt borgerligt kvinnoförbund.
Organisationen, med Auguste Schmidt som första ordförande, samlade den borgerliga kvinnorörelsen i Tyskland och anslöt sig 1897 till International Council of Women (ICW). Schmidt efterträddes 1899 av Marie Stritt som även var redaktör för organisationens tidning Centralblatt des Bundes Deutscher Frauenvereine (1899–1921).
Organisationen bestod av olika politiska grupperingar, en dominerande center, en stark höger och en svag vänster. Stritt, som tillhörde vänstern, ansåg att även de socialistiska kvinnoföreningarna skulle få ansluta sig, men detta avvisades och efter att Gertrud Bäumer blivit ordförande 1910 gled organisationen alltmer åt höger. Organisationen upplöstes 1933 för att undvika att inkorporeras i nazistpartiet genom att tvingas in under Deutsches Frauenwerk.
Det hade då under flera år ha präglats av både inre och yttre konflikter. Många medlemmar lämnade sedan Tyskland.
Det ersattes efter andra världskriget av Deutscher Frauenrat.